# モンゴル国軍
モンゴル国軍（モンゴルこくぐん、モンゴル語: Монголын Улсын Арми）は、モンゴル国の軍隊。モンゴル革命の力となった社会主義時代のモンゴル人民軍（モンゴル語: Монголын Ардын Арми）から、社会主義政権の崩壊後にモンゴル国の国軍として引き継がれた。

## 概要
20世紀前半は対満州国国境・冷戦時代からは対中国国境との緩衝地帯としての役割を期待されていたモンゴルは、ソ連より潤沢な兵器の供与を受けたが、近年はロシアと中国の緊張緩和と共に地政学的価値が低下し、援助が滞る中で一時は航空戦力を失うなど急速な老朽化が進んでいる。
モンゴルの総兵力は1万5千人で予備役は14万人。徴兵制度を実施しており、男性の18歳から1年間兵役に付く。軍事費は181億9,890万トゥグルグ（2003年時点）。ただし徴兵制度は厳格ではなく、兵役代替金と呼ばれる納付金（約1,500ドル）を納付するか、海外に留学するなど26歳までやり過ごせば兵役義務は消滅する。なお子供が幼少の場合も免除される。
モンゴル国軍の装備は主に人民軍時代にソ連から取得した兵器がほとんどであるが、戦闘機・攻撃ヘリコプターなどは全て退役している。過去に保有したものとしては、MiG-17・MiG-19・MiG-21PFM・Mi-24Vなどがあった。現在保有するのはMi-8T・Mi-17・2019年にロシアから導入された2機のMiG-29など少数のみ。また、SA-2・SA-5系列の地対空ミサイルも保有していたが、1991年12月のソビエト連邦の崩壊後は自然損耗が進んでおり、現在の稼働率は不明である。陸上装備に関しても、かつて威容を誇った1個師団規模の機械化歩兵は20世紀末から21世紀の始めにかけて自然損耗し、現在では100両未満のT-72型戦車とBMP/BTR-70/BTR-80型歩兵戦闘車を稼働させている程度である。歩兵用の小火器は主にAK-47やPKM機関銃などだが、特殊部隊はガリルACEなども使用している。
兵力は社会主義時代の2万8千人（1970年代）から約1万人（予備役14万人）にまで縮小されている。機器の保守能力が低下したため、戦闘機などに至っては部品の共食い整備の末に全機が退役を余儀無くされるなど、モンゴル国軍の戦力としては相当貧弱である。現在モンゴルでは保有していたMiG-21PFM及びMi-24Vを再び空に飛び立たせるための修理を行うと共に、新しい空軍機としてMiG-29UPG（5機）及びSu-27UB（4機）を導入するという空軍再建計画が進行している。現在ロシアとの間で戦闘機の導入に向けた手続きが行われている。
21世紀のモンゴル国軍は海外協力と災害対策を2本柱に掲げ、2003年3月に始まったアメリカのイラク戦争に際してはいち早く支持を表明して国際社会に国の存在感をアピールし、イラクでの復興支援にも国軍部隊を4波に渡って派遣した。なお、国軍はイラク以外にもアフガニスタン軍への指導（ソ連製の装備に習熟しているため）やコンゴでのPKO活動にも参加している。また、隣国のロシアと中国とは善隣友好から軍事演習を実施しており、特に2018年9月に冷戦時代のザーパド81の規模を超えた冷戦後最大の軍事演習「ボストーク2018」を中国・ロシア・モンゴル国軍は実施した。西側諸国との防衛交流にも力を入れ、国際連合安全保障理事会常任理事国の各国軍を招いての合同演習・PKO国際演習場の設置などを行っている。防衛省・自衛隊との交流も進展しており、防衛大学校への留学生派遣や防衛省主催の各種セミナーへの参加を続けている他、2004年に防衛大学校校長がモンゴルを公式訪問している。なお、在モンゴル日本国大使館には防衛駐在官（二等陸佐）が配置され、防衛交流等の窓口に当たっている。

## モンゴル国境警備隊
国境警備隊は国軍とは別組織となっているが、徴兵は一括して行われ、いずれかに振り分けられることになっている。主な活動目的は家畜が越境したときの隣接国とのトラブルに対応するためである。

## モンゴル海軍
モンゴルは内陸国であり海に面していないが、過去に海軍が存在していた。モンゴル北部のフブスグル湖を拠点として、保有艦船はスフバートル号（Sukhbataar）1隻（他に石油を運ぶための3隻のバージを保有していた）・兵員7名により構成されていた。ソビエト連邦の崩壊以前はソ連の石油基地からフブスグル湖上の石油輸送任務に就いていたものの、財政的な制約のために1997年には民営化され、現在は湖を訪れる観光客の案内や物資輸送をしている。